# Зал Царства Свідків Єгови
За́ла Ца́рства Сві́дків Єго́ви — назва місця для проведення зібрань Свідків Єгови для поклоніння та біблійного навчання. Термін уперше застосований 1935 року Джозефом Ф. Рутерфордом, тодішнім президентом Товариства «Вартова башта» щодо культової споруди Свідків Єгови в Гонолулу (США).

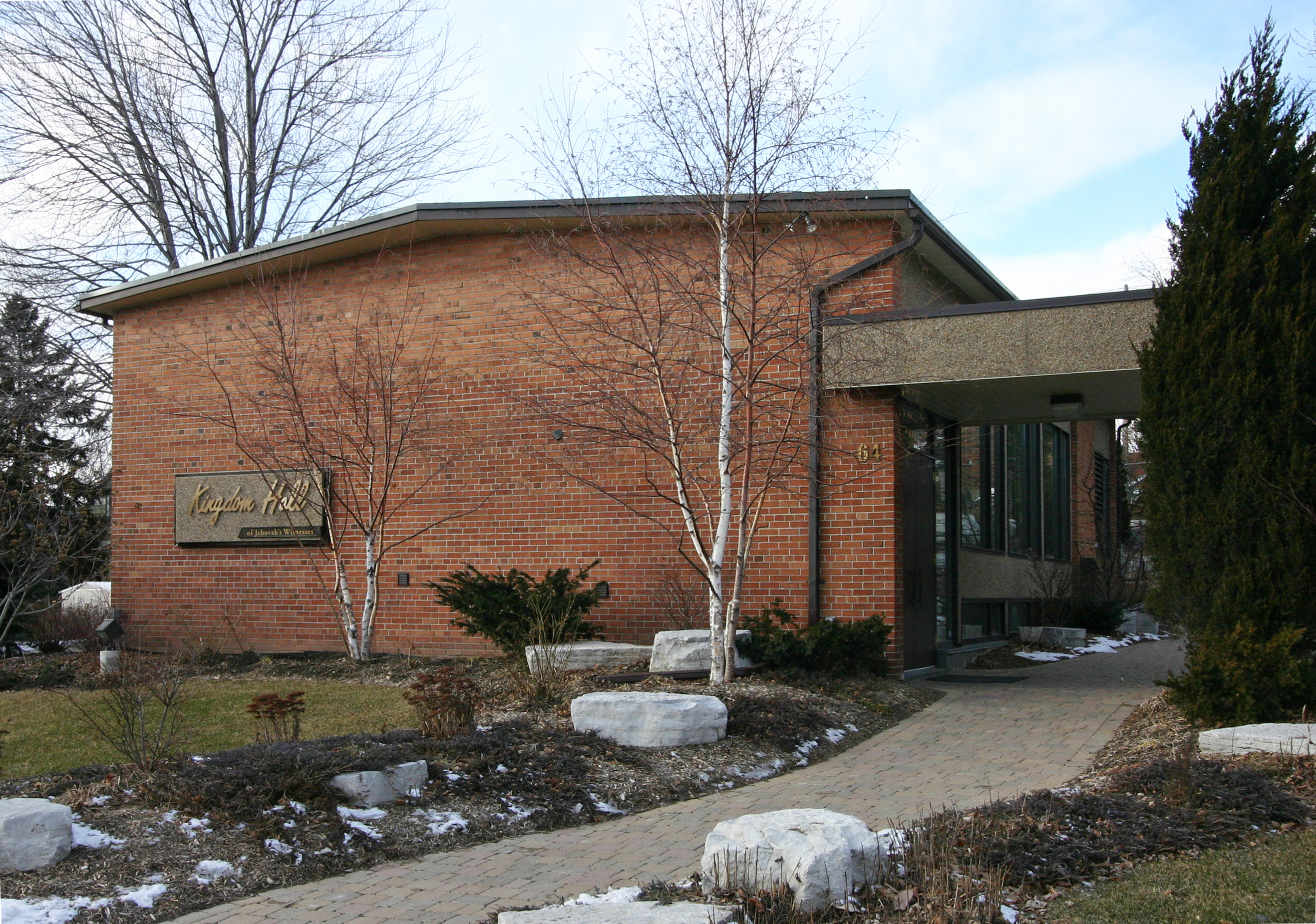
Типовий Зал Царства

## Фінансування Зали Царства
Утримання кожного Залу Царства здійснюється за рахунок коштів місцевого збору (або кількох зборів) Свідків Єгови. Серед присутніх не проводиться публічного збирання грошей, у Залі розміщено скриньку для пожертв, і ті, хто відвідує зібрання, мають нагоду покривати витрати, пов'язані з використанням Залу.

## Зовнішній вигляд
Зали Царства, як правило, не є надто вишуканими, щоб справляти враження на інших, хоча в різних місцевостях вони можуть мати різну конструкцію. Переважно це прості, естетичні будівлі громадського характеру. Зали Царства не є святинями чи церквами в тому значенні, як сприймають свої релігійні споруди члени інших релігій, а також не вирізняються серед місцевої архітектури такими елементами, як вежа чи релігійний символ. Як правило, при вході до будинку є табличка з написом «Зал Царства Свідків Єгови». Там, де можливо, при будівлі облаштовується майданчик для паркування автомобілів. У самому залі немає вівтаря, образів чи релігійної символіки. У ньому розташовані ряди стільців, зосереджені на сцену, де стоїть підставка для промовця, а також столик з кількома стільцями для проведення інтерв'ю чи показів. А над сценою чи з якогось її одного боку є плакат з віршем, взятим з Біблії. Він є однаковим для Свідків по цілому світі й щороку змінюється.